# Edmontonia
Edmontonia ist eine Gattung der Vogelbeckensaurier. Sie wird innerhalb der Ankylosauria zu den Nodosauridae gerechnet und lebte in der Oberkreide in Nordamerika.

## Merkmale
Edmontonia erreichte eine Länge von rund 6 bis 7 Metern. Er hatte den üblichen Körperbau der Ankylosauria mit stämmigem Rumpf und kräftigen Gliedmaßen, er bewegte sich quadruped (auf allen vieren) fort. Wie bei allen Ankylosauria war die Oberseite des Kopfes, des Nackens, des Rumpfes und des Schwanzes mit einer Panzerung aus Knochenplatten (Osteodermen) bedeckt. Auffällig waren die Platten am Nacken, die rechteckig und sehr breit waren. Zusätzlich bedeckten knöcherne Dornen die Flanken der Tiere. Der Schwanz endete wie bei allen Nodosauridae nicht in einer knöchernen Keule.
Der Schädel war rund 49 Zentimeter lang und wie bei allen Nodosauridae verhältnismäßig schmal. Er war an der Oberseite ebenfalls gepanzert, darüber hinaus war auch die Wange von einer Knochenplatte bedeckt. Die kleinen, blattförmigen Zähne waren an eine pflanzliche Ernährung angepasst. Im Gegensatz zu vielen älteren, urtümlicheren Nodosauridae war der knöcherne Gaumen gut entwickelt und das Praemaxillare (der vorderste Knochen des Oberkiefers) zahnlos.

## Entdeckung und Benennung
Fossile Überreste von Edmontonia – darunter mehrere komplette Schädel und auch große Teile des postkranialen Skelettes – wurden an zahlreichen Orten in Nordamerika gefunden, so in den US-Bundesstaaten Montana, South Dakota, Wyoming und Texas, aber auch in der kanadischen Provinz Alberta sowie in Alaska. Der Name leitet sich von der Edmonton-Formation im südöstlichen Alberta ab, nicht von der Stadt Edmonton. Die Funde von Edmontonia werden in die oberkreidezeit (mittleres Campanium bis Maastrichtium) auf ein Alter von rund 80 bis 66 Millionen Jahre datiert.

## Systematik
Typusart ist der 1928 erstbeschriebene E. longiceps, 1930 wurde mit E. rugosidens eine zweite Art beschrieben. Diese wird gelegentlich in einer eigenen Gattung (Chassternbergia) geführt. Die beiden Arten unterscheiden sich unter anderem in den Schädelproportionen. Eine dritte, im Jahr 2000 anhand einiger Knochenplatten als E. australis beschriebene Art, gilt als nomen dubium. Die verschiedenen Fossilfunde lassen aber auf die Existenz weiterer, bislang nicht beschriebener Arten der Gattung Edmontonia schließen. Bei dem 1988 beschriebenen Denversaurus handelt es sich nach heutigem Kenntnisstand um ein Synonym von E. longiceps.
Edmontonia wird innerhalb der Ankylosauria in die Gruppe der Nodosauridae gerechnet. Sein nächster Verwandter dürfte Panoplosaurus sein, gemeinsam bilden sie eine unbenannte Klade höher entwickelter Nodosauridae, die erst am Ende der Kreidezeit lebten und beim Massenaussterben der Dinosaurier vor 66 Millionen Jahren verschwanden.